# Étoile à battements de cœur
Pour les articles homonymes, voir Battement de cœur.

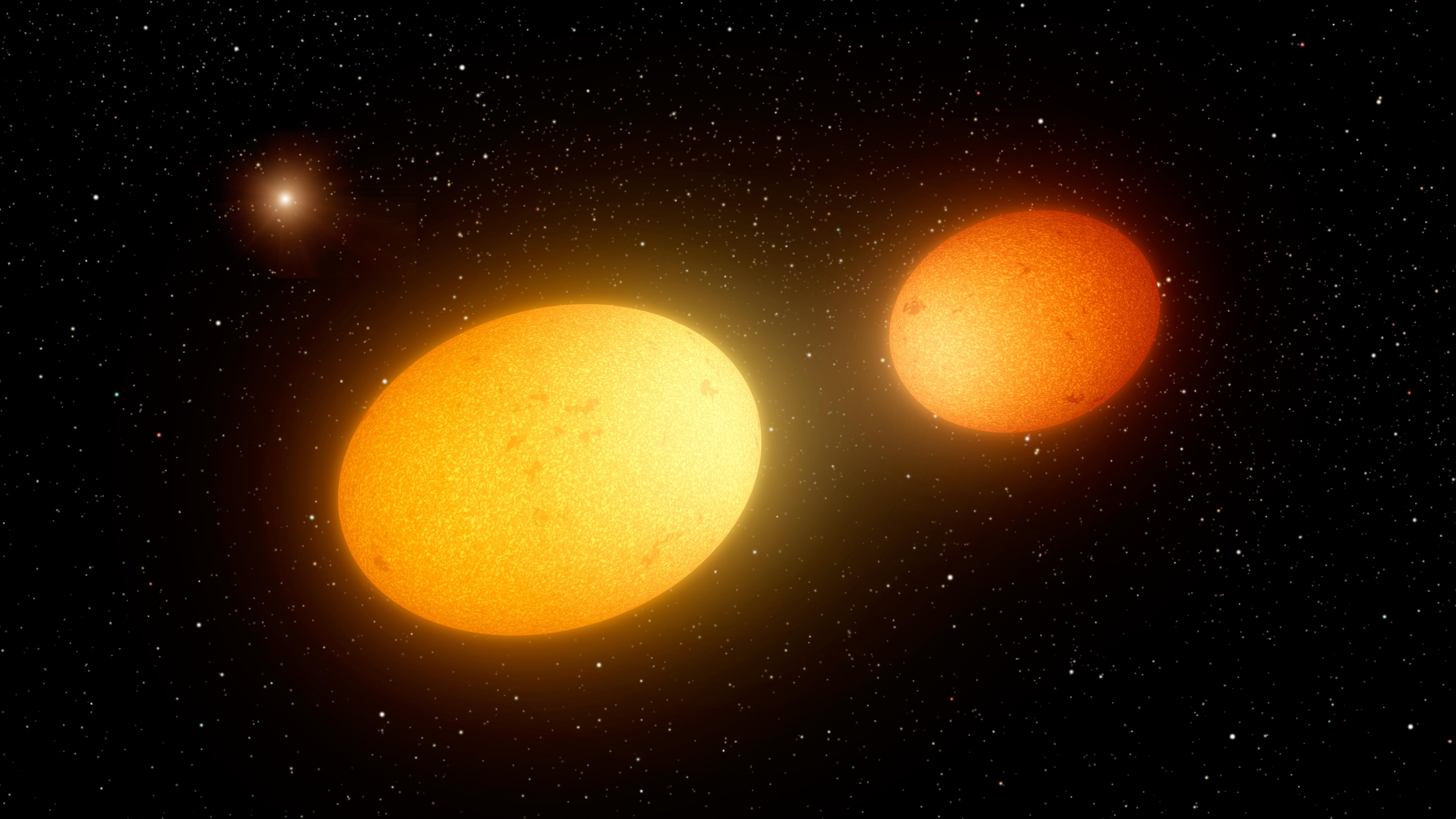
Vue d'artiste de deux étoiles à battements de cœur et avec une étoile compagnon (NASA/JPL-Caltech).

Les étoiles à battements de cœur sont des systèmes binaires d'étoiles variables pulsants avec des vibrations causées par les forces des marées. Le nom d'« étoile à battement de cœur » vient de la similitude de la courbe de lumière de l'étoile avec l'apparence d'un battement de cœur lors d'un électrocardiogramme si leur brillance est mesurée au fil du temps. De nombreuses étoiles à battements de cœur ont été découvertes grâce au télescope spatial Kepler.

## Information orbitale
Les étoiles à battements de cœur sont des systèmes binaires d'étoiles où chaque étoile est sur une orbite très elliptique autour du centre de masse commun et la distance entre les deux étoiles varie considérablement au cours de leur orbite. Les étoiles à battements de cœur peuvent s’approcher à seulement quelques rayons stellaires l'une de l'autre et jusqu’à 10 fois cette distance au cours d’une orbite. À mesure que l'étoile à l'orbite la plus elliptique (quoi ?) se rapproche de sa compagne, la gravité déforme l'étoile avec une forme non sphérique, modifiant ainsi son flux lumineux. Lorsque les étoiles sont au plus près, l’attraction gravitationnelle mutuelle entre les deux étoiles leur donne une forme légèrement ellipsoïdale, ce qui explique leur luminosité si variable.

## Découvertes
Les étoiles à battements de cœur sont remarquées et étudiées pour la première fois en 2004 à partir d'observations du projet OGLE. L'astronome polonais Bohdan Paczyński comprend que cette nouvelle classe d'étoiles variables sont des binaires ellipsoïdales qui présentent des orbites excentriques. Le télescope spatial Kepler a découvert un grand nombre d’étoiles à battements de cœur. Une des étoiles découvertes, KOI-54, augmente de luminosité tous les 41,8 jours. Une étude ultérieure, réalisée en 2012, a identifié 17 objets supplémentaires à partir des données de Kepler, qui ont été classés en tant qu'étoiles à battements de cœur. Une étude publiée dans The Astrophysical Journal en 2016, qui a mesuré les orbites de 19 systèmes d'étoiles à battements de cœur, a révélé que les étoiles à battements de cœur étudiées avaient tendance à être à la fois plus grandes et plus chaudes que le Soleil.
Le télescope spatial TESS a découvert plusieurs étoiles à battements de cœur massives (avec des composantes ayant une masse > 2 M☉), parmi lesquelles les étoiles de deuxième ou troisième magnitudes Zeta Centauri, Theta Carinae et Zeta1 Ursae Majoris. Le plus massif de ces systèmes, HD 5980 (en), est membre du Petit Nuage de Magellan et c'est également une binaire à éclipses ainsi qu'une variable lumineuse bleue.